# Freemium
Freemium, từ ghép của các từ "free" (miễn phí) và "premium" (cao cấp) là một chiến lược định giá theo đó một sản phẩm hoặc dịch vụ cơ bản được cung cấp miễn phí nhưng các các tính năng, dịch vụ bổ sung mất phí thì sẽ mở rộng chức năng của phiên bản phần mềm miễn phí. Mô hình kinh doanh này đã được sử dụng trong ngành công nghiệp phần mềm từ những năm 1980. Một tập hợp con của mô hình này được ngành công nghiệp trò chơi điện tử sử dụng được gọi là free-to-play.